# Янь Годун
Янь Годун (кит. 阎国栋; род. 1965) — современный китайский ученый. Историк. Специалист в области истории российской синологии.
В 1986 году окончил Институт международных отношений в Нанкине. В 1986—1989 гг. — аспирант факультета иностранных языков Нанкинского университета. В 1989 году- магистр филологических наук. С этого же года преподаватель факультета иностранных языков Нанкинского университета. В 1995—1998 гг. — сотрудник посольства КНР в Республике Узбекистан.
С 1999 года — член правления Общества истории внешних связей Китая. Профессор, доктор исторических наук. С 2001 года декан факультета западных языков Института иностранных языков Нанькинского университета. Член редколлегии журнала «Литература и искусство России» (Пекин).
Автор ряда научных книг и статей о российской синологии, русском языке и литературе. Перевел на китайский язык дневники путешествия академика В. М. Алексеева «В старом Китае» (Гуйлинь, 2001).

## Сочинения
- Янь Годун. «В. М. Алексеев и русская синология.»
- Янь Годун. «В. П. Васильев и русская синология»
- Янь Годун. «В. П. Васильев и изучение им китайского языка и литературы.»
- Янь Годун. «О. П. Ковалевский и русское монголоведение.»
- Янь Годун. «Казанский университет и русская синология.»
- Янь Годун. «Иакинф Бичурин и русская синология.»
- Янь Годун. «Эго ханьсюэши (ци юй 1917 нянь) (История российского китаеведения до 1917 г.)». (阎国栋: 《俄国汉学史 （迄于 1917 年）》) — Пекин, 2006.

## На русском языке
- Янь Годун. «Изучение российской синологии в Китае» // «Восток — Запад. Историко-литературный альманах»: 2002. Под ред. акад. В. С. Мясникова. М.: «Восточная литература», 2002. С.125- 134.
- Янь Годун. «В России есть корифей конфуцианства (о Л. С. Переломове)» // «Проблемы Дальнего Востока». — 2006. — № 2
- Янь Годун. «Россия — родина выдающейся школы китаеведения». // «Проблемы Дальнего Востока». — 2006. — № 3.
- Янь Годун. «Первый русско-китайский словарь, составленный китайцем» (Перевод с китайского О. П. Родионовой). // «Вестник Санкт-Петербургского университета. Серия 13: Востоковедение, африканистика». 2010. № 2. С.16-25.